# Sny robotů
Sny robotů (anglicky Robot Dreams) je sbírka vědeckofantastických povídek spisovatele Isaaca Asimova. Vyšla v roce 1986 v nakladatelství Berkley Books. Česky vyšla roku 1996 v nakladatelstvích Mustang a Knižní klub.
Jedná se o průřez autorovy povídkové tvorby, sborník obsahuje jednak některé rané povídky, tak i např. stejnojmennou povídku napsanou přímo pro tuto sbírku (povídka „Sny robotů“). Sbírka Sny robotů je příbuzným vydáním pozdější knihy Vize robotů (anglicky Robot Visions).

## Povídky
| Český název                 | Anglický název                 | Rok vydání | Poprvé otištěna                                         |
| --------------------------- | ------------------------------ | ---------- | ------------------------------------------------------- |
| „Malý ztracený robot“       | "Little Lost Robot"            | 1947       | v časopise Astounding Science Fiction.                  |
| „Sny robotů“                | "Robot Dreams"                 | 1986       | v této sbírce.                                          |
| „Odolný kmen“               | "Breeds There a Man...?"       | 1951       | v časopise Astounding Science Fiction.                  |
| „Hostitelka“                | "Hostess"                      | 1951       | v Galaxy Science Fiction.                               |
| „Sally“                     | "Sally"                        | 1953       | v časopise Fantastic.                                   |
| „Stávkokaz“                 | "Strikebreaker"                | 1957       | v The Original Science Fiction Stories.                 |
| „Stroj, který vyhrál válku“ | "The Machine That Won the War" | 1961       | v The Magazine of Fantasy & Science Fiction.            |
| „Oči mohou nejen vidět“     | "Eyes Do More Than See"        | 1965       | v The Magazine of Fantasy & Science Fiction.            |
| „Marťanský styl“            | "The Martian Way"              | 1952       | v Galaxy Science Fiction.                               |
| „Volební právo“             | "Franchise"                    | 1955       | v If: Worlds of Science Fiction.                        |
| „Žertéř“                    | "Jokester"                     | 1956       | v časopise Infinity.                                    |
| „Poslední otázka“           | "The Last Question"            | 1956       | v Science Fiction Quarterly.                            |
| „Co záleží včele...“        | "Does a Bee Care?"             | 1957       | v If: Worlds of Science Fiction.                        |
| „Světelné verše“            | "Light Verse"                  | 1973       | v The Saturday Evening Post.                            |
| „Pocit moci“                | "The Feeling of Power"         | 1958       | v If: Worlds of Science Fiction.                        |
| „Pište mé jméno se S“       | "Spell My Name with an S"      | 1958       | v Star Science Fiction pod názvem „S as in Zebatinsky“. |
| „Ošklivý chlapeček“         | "The Ugly Little Boy"          | 1958       | v Galaxy Science Fiction.                               |
| „Kulečníková koule“         | "The Billiard Ball"            | 1967       | v If: Worlds of Science Fiction.                        |
| „Opravdová láska“           | "True Love"                    | 1977       | v American Way.                                         |
| „Poslední odpověď“          | "The Last Answer"              | 1980       | v Analog Science Fiction and Fact.                      |
| „Kam až paměť sahá“         | "Lest We Remember"             | 1982       | v Asimov's Science Fiction.                             |